# Julie Braná
Julie Braná je česká flétnistka.
Studovala konzervatoř v Plzni ve třídě prof. M. Kroupové a v letech 1995 až 1996 působila v Karlovarském symfonickém orchestru. Současně se věnovala hře na zobcovou flétnu - mistrovské kurzy u řady flétnistů. V roce 1996 byla přijata na Hochschule für Musik und Theater Hamburg, kde pod vedením prof. P. Holtslaga studovala hru na zobcovou flétnu jako hlavní obor. Od roku 1987 pravidelně navštěvovala letní mistrovské kurzy zobcové flétny v Bechyni (nyní Prachatice) a nyní (od roku 1998) zde vede mistrovský kurz zobcové a barokní příčné flétny. Od roku 2003 vyučuje na Konzervatoři v Plzni a také na Pražské konzervatoři. Je členkou tria Tre fontane a vystupuje s řadou souborů, které se specializují na barokní hudbu: Collegium Marianum, Collegium 1704, Ensemble Accento (spoluzaložila v roce 2003), Musica Florea, a další. 